# Känslomässigt arbete
Känslomässigt arbete (engelska: emotion work) är ett begrepp för konsten att försöka förändra ens känsla i förhållande till något eller någon. Det kan beskrivas som hanteringen av ens egna känslor, eller en ansträngning som görs för att upprätthålla och underhålla en relation. Ofta men inte alltid görs det mesta av dessa insatser i en heterosexuell relation av kvinnan i relationen. Viss diskussion pågår om huruvida känslomässigt arbete endast görs för att förändra ens egna känslor, eller om det även innebär att presentera resultatet av denna ansträngning för andra.
En liknande – rasifierad – arbetsinsats kan även utföras inom arbete hos välfärdsorganisationer.

## Tre relaterade begrepp
Begreppet är skapat av den amerikanska sociologen Arlie Russell Hochschild. Hon har även myntat de separata men relaterade begreppen emotionellt arbete (emotional labo[u]r, för en liknande omsorg inom avlönat arbete) och känsloregler (feeling rules). Alla tre termerna är del av Hochschilds "emotionssociologi", där känsloregler handlar om internaliserade regler som lär en människa "vad, när och hur starkt hen bör känna i relation till vad och vem".
Känslomässigt arbete skapar ett värde i situationer där människor väljer att reglera sina känslor utan direkt ekonomisk kompensation, exempelvis i förhållande till ens familj eller vänner. Detta står i kontrast till ett emotionellt arbete, där ens motsvarande insats har ett mer direkt samband med ens lön eller annan ekonomisk ersättning för arbetsinsatsen.